# Акте, Айно
А́йно Акте́ (фин. Aino Ackté, Achte, 24 апреля 1876, Хельсинки, Финляндия — 8 августа 1944, Вихти, Финляндия) — финская певица (сопрано). Стала первой из оперных певиц Финляндии, достигших мировой известности.

## Биография
Айно Акте родилась 24 апреля 1876 года в Хельсинки в семье дирижёра и певицы. Первоначально училась пению у матери, с 1894 года — в Парижской консерватории.

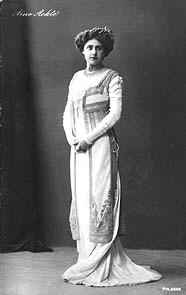

Дебютировала в 1897 году в парижской Гранд Опера. Её выступление в «Фаусте» имело успех, и она получила шестилетний контракт в Париже.
Позднее выступала в нью-йоркской Метрополитен-опера и лондонском театре Ковент-Гарден. Международная карьера певицы продолжалась до 1913 года, прощальное выступление в Финляндии состоялось в 1920 году.
В 1911 году Айно Акте вошла в число основателей оперного театра в Хельсинки (с 1956 года — Финская национальная опера) и в 1938—1939 годах была его директором. В 1912 году организовала международный оперный фестиваль в Савонлинне.
Умерла 8 августа 1944 года от рака поджелудочной железы.

## Семья
- Первый брак (1901—1917) — адвокат Хейкки Ренвалл, в браке родился сын (позднее врач). Брак расторгнут.
- Второй брак (с 1919) — Бруно Яландер, министр обороны Финляндии.

## Память

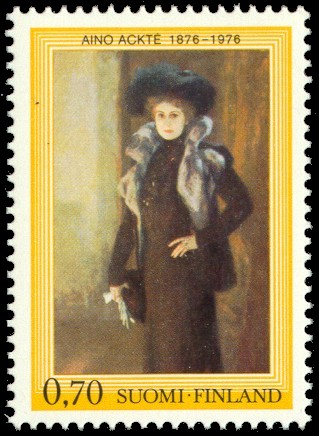

В честь Айно Акте была названа улица в Хельсинки.